# TuS Jahn Hilfarth
Der TuS Jahn Hilfarth (offiziell: Turn- und Spielverein Jahn Hilfarth e.V. 1920) ist ein Sportverein aus dem Hückelhovener Stadtteil Hilfarth. Die erste Fußballmannschaft spielte zwei Jahre in der höchsten mittelrheinischen Amateurliga.

## Der Verein
Der Verein wurde im August 1920 als Turnverein Jahn Hilfarth gegründet. Neben der Fußball-Abteilung besteht ein gesonderter Jugendfußball-Bereich, der die mitgliedermäßig größte Gliederung darstellt. Außerdem existieren Abteilungen für Leichtathletik, Turnen und Prellball. Seit 2017 ist der TuS Jahn Hilfarth der größte Sportverein in Hückelhoven. Im selben Jahr wurde erstmals in der Vereinsgeschichte ein Vereinsheim eingeweiht.

## Geschichte
Nachdem sich Ende der 1920er Jahre eine Fußballmannschaft dem Verein angeschlossen hatte, nahm der Verein seinen heutigen Namen an. In den 1930er Jahren stiegen die Fußballer innerhalb von acht Jahren von der 3. Kreisklasse bis in die seinerzeit zweitklassige Bezirksklasse auf. Nach dem Ende des Zweiten Weltkrieges spielten die Jahn-Fußballer ab 1947 in der Bezirksklasse und schafften 1950 den Aufstieg in die Landesliga, die seinerzeit höchste Amateurliga am Mittelrhein. Nach nur einem Jahr und 0:9-Niederlagen beim Kohlscheider BC und Schwarz-Weiß Düren ging es wieder hinunter in die Bezirksklasse, von wo der direkte Wiederaufstieg gelang. Auch im zweiten Anlauf wurde der Klassenerhalt verpasst, ehe eine längere Bezirksklassenära folgte. 1958 wurden die Hilfarther Vizemeister hinter der zweiten Mannschaft vom SV Baesweiler 09, bevor zwei Jahre später der dritte Aufstieg in die Landesliga folgte. Aber auch der dritte Anlauf endete mit dem Abstieg, dem eine sportliche Talfahrt folgte, die 1970 mit dem Abstieg in die 2. Kreisklasse endete. Nach zwei Aufstiegen in Folge kehrte der Verein 1972 in die Bezirksklasse zurück. Es folgten viele Jahre in unteren Spielklassen. Nach der Jahrtausendwende spielte der TuS Jahn Hilfarth nochmals kurzzeitig in der Bezirksliga und den Kreisligen A und B. Seit dem Abstieg im Jahre 2017 spielt der Verein erneut in der Kreisliga B.
Leichtathlet Moritz Ringk wurde 2014 Deutscher Jugendmeister im Blockmehrkampf. Dieser Titel stellt die erste deutsche Meisterschaft dar, die der TuS Jahn Hilfarth gewinnen konnte.